# Gustav Gabriel Appelmann
Gustav Gabriel Appelmann (* 16. Mai 1656 in Pudagla; † 24. November 1721 in Stockholm) war ein schwedischer Artillerieoffizier, zuletzt im Rang eines Generalleutnants der Infanterie. Er war an der militärischen Ausbildung Karls XII. beteiligt, konstruierte ein leichtes Feldgeschütz und betrieb den Aufbau einer Landmiliz.

## Leben
Gustav Gabriel Appelmann wurde 1656 auf Schloss Pudagla in Schwedisch-Pommern geboren. Sein Vater Peter Appelmann (1622–1705) war Amtshauptmann in Pudagla auf Usedom. Seine Mutter Catharina Rehnskiöld (1643–1671) war die Tochter des Regierungsrats Gerdt Anton Rehnskiöld.
Er trat 1675 als Volontär der schwedischen Artillerie in Pommern bei. Im Schwedisch-Brandenburgischen Krieg nahm er an der Schlacht bei Fehrbellin und weiteren nachfolgenden Gefechten teil. 1677 wurde er zum Konstabler befördert. 1682 war er Mineur bei der Artillerie in Stockholm. Er wurde 1684 zum Fähnrich und 1688 zum Leutnant befördert. Im Pfälzischen Erbfolgekrieg kämpfte er mit den Koalitionstruppen am Rhein und 1690 in Brabant. 1693 wurde er zum Kapitänleutnant und 1695 zum Hauptmann befördert. 1696 reichte er einen Vorschlag für eine eiserne Lafette ein, den er 1709 mit unbekanntem Ergebnis den Niederländern anbot. Appelmann genoss hohes Ansehen als Artillerist. Von 1696 bis 1697 hatte er den Kronprinzen Karl in seinen Kenntnissen zu unterweisen. 1698 wurde er zum Major befördert. 
In der Schlacht bei Narva leitete er unter Johan Sjöblad die Artillerie. 1702 wurde er zum Oberstleutnant befördert. 1704 wurde er zur Verteidigung der Stadt nach Elbing kommandiert. Dort konstruierte er 1705 eine dreipfündige Feldartilleriekanone. Später wurde er wegen einer Verwundung nach Pommern gebracht. 1710 wurde er zum Oberst befördert und zurück nach Schweden gerufen. Zusammen mit Gabriel Cronstedt entwarf er im Auftrag der Verteidigungskommission einen Plan zur Befestigung Stockholms. Als das Projekt wegen des Ausbruchs der Pest und wegen Geldmangel gestoppt wurde, erklärte er in einem Brief an den König die Notwendigkeit dieser Maßnahme. Gleichzeitig machte er neue Vorschläge für die militärische Sicherung Stockholms und die Mobilmachung des Bauernstandes.
1716 wurde er Landshövding von Stora Kopparbergs län. 1717 wurde er zum Generalmajor ernannt. Er rekrutierte Bauern für Milizen, die gegen in Schweden eindringende Feinde eingesetzt werden sollten. Diese wurden 1719 nach der Landung russischer Truppen bei Gävle an der Grenze von Kopparbergs län zusammengezogen, kamen aber nicht zum Einsatz. Die Folgen schwerer Missernten in den Jahren 1717 und 1718 versuchte er durch Kreditvermittlung an die Bauern zu mildern. Ein starker Preisanstieg machte jedoch den Kauf von Getreide unmöglich, so dass er den König um Unterstützung bitten musste. Die staatliche Unterstützung wurde 1719 gewährt, deckte den Bedarf jedoch nicht ab.
Am 23. Mai 1719 wurde er in den schwedischen Freiherrenstand erhoben. Im selben Jahr wurde er zum Generalleutnant der Infanterie befördert.
Gustav Gabriel Appelmann war in seiner ersten Ehe mit Elisabeth Anrep (1670–1718) verheiratet, der Tochter des Majors Reinhold Anrep. Mit ihr hatte er sieben Söhne und fünf Töchter. Der älteste Sohn Carl Ulrich trat nach seinem Abschied aus der schwedischen Armee in niederländische Dienste und starb als Kommandant in Batavia.
Die zweite Ehe Appelmanns mit Christina Gyllenlood, Tochter des Generalmajor Hans Johan Gyllenlood blieb kinderlos.
Gustav Gabriel Appelmann wurde neben seiner ersten Frau in der Kapelle von Hosjö beigesetzt.